# Йеремия IV Константинополски
Йеремия IV Константинополски (на гръцки: Πατριάρχης Ιερεμίας Δ΄) е вселенски патриарх от 1809 година до 3 март 1813 година.

## Биография
Роден на остров Крит. Не получава системно образование, но се отличава с благоразумие, миролюбие и добро владеене на османския език, познаване на османските закони и обичаи и цени високо просвещенските идеи.
Служи като велик протосингел на Вселенската патриаршия по време на първото управление на патриарх Самуил I Хандзерис (1763 - 1768). През 1768 година патриарх Самуил се опитва безуспешно да го назначи за митрополит на Крит. През февруари 1772 година е избран за християнуполски митрополит в Месения. От 11 октомври до 12 декември 1780 година, след смъртта на патриарх Софроний II Константинополски, е местоблюстител на патриаршеския престол и като такъв участва в избора на патриарх Гавриил IV.
През февруари 1783 година е избран за митилински митрополит.
На 23 апри 1809 година е избран за вселенски патриарх. Меморандумът за избора е съставен в края на май 1809 година, след пристигането му от Митилини. Йеремия поема вселенската катедра в сложното време на Наполеоновите войни и течаща Руско-турска война. Йеремия защитава енергично привилегиите и правата на Църквата през властите в този тежък период и се стреми да освободи Църквата от дълговете й.
Като патриарх Йеремия със своите укази се опитва да се бори с разкоша и да подобри просветното дело - утвърждава организацията на столичното училище в Едирнекапъ, подкрепя евангелското училище в Смирна. Редица укази са насочени към уреждане на живота в манастирите „Света Богородица Сумела“ близо до Трапезунд, „Света Богородица Животворящ източник“ на Андрос, „Свети Йоан Предтеча“ в Зинджидере, Кападокия. През декември 1810 и 1811 година Йеремия издава писма за изкореняване на обичая при встъпване в брак да се дават големи подаръци и да се дава скъпа зестра. С други актове прави промени в брачното законодателство, с които забранява принудителните бракове и разводите по фалшиви обвинения. През май 1811 година одобрява завещанието на даскал Самуил, който основава училище на остров Итака, за което купува къща, дарява на библиотеката и пари за заплатата на учителя.
На 4 март 1813 година подава оставка по болест и старост. Оттегля се в Митилини, където умира на 5 март 1824 година.